# Enigma (émission de télévision)
Enigma est une téléréalité marocaine diffusée sur la chaîne de télévision Medi 1 TV. Il s'agit de la première émission de jeux et d’aventure au Maroc.

## Principe du jeu
Pendant huit semaines et sur différentes étapes de course à travers une région du Maroc, six équipes de deux personnes s’affrontent à coups d’énigmes, de jeux de piste et de défis physiques pour tenter de remporter le trésor d’Enigma qui peut atteindre les 200 000 Dirhams.

## Enigma 1

### Les candidats
- Brahim et Yassine (Hamid abandon), amis Vainqueurs
- Bessam et Naoufel, amis 3èmes
- Imane et Mohcine, couple Finalistes
- Ghita et Mahassine, amies 4èmes
- Mouad et Redouane, amis 5èmes
- Elizabeth et Zineb, amies 6èmes

### Les étapes
- Etape 1 : Tanger - Tétouan
- Etape 2 : Tétouan - Al Hoceima
- Etape 3 : Al Hoceima - Nador
- Etape 4 : Nador - Oujda
- Etape 5 : Oujda - Douar Achra
- Etape 6 : Douar Achra - Chefchaouen
- Etape 7 : Chefchaouen - Asila
- Etape 8 : Asila - Tanger

## Enigma 2
Medi 1 TV a renouvelé Enigma pour une seconde édition grâce à une bonne audience.

### Les candidats
- Awatef et Ikram, sœurs
- Hassan et Mustapha, amis
- Abdelali et Rabie, amis
- Mohamed et Hasnaa, frère et sœur
- Naima et Mouna, mère et fille Vainqueures
- Mouloud et Hassan, amis Finalistes

### Les étapes
- Etape 1 : Ouarzazate
- Etape 2 : Kelaât M’Gouna
- Etape 3 : Rissani
- Etape 4 : Erfoud
- Etape 5 : Les mines d’Aouli
- Etape 6 : Ifrane
- Etape 7 : Béni Mellal

## Enigma 3
Saison 3 diffusée à partir du 1er mars 2014.
- Les candidats:

.Nawal et Ilyas (couple)
.Abde llah et abde llatif (Amis)
.Loubna et Hajar (Amis)
.Nabil et Othmane (Amis)
.Kawtar et fatima ezzahraa (Amis)
.Jamal et kamal (Amis)
- Les étapes:

Etape 1 :Rabat- Mohamedia- El jadida
Etape 2 :El jadida - Safi
Etape 3 :Safi - Essaouira
Etape 4 :Essaouira-Imisouane- Agadir
Etape 5: Agadir - tefraout 
Etape 6:Taroudante - Tefraoute
Etape 7:Tefraoute - Mirleft. 
(Demi-final)
Etape 8:Mirleft - Tiznit -Guelmime- Plage legzira.(FINAl)